# Fairchild BQ-3
Le Fairchild BQ-3, aussi connu sous la désignation de Model 79, était un concept primitif de drone de combat – à l'époque désigné « drone d'assaut » – développé par la compagnie Fairchild Aircraft à partir de l'avion d'entraînement avancé AT-21 Gunner pendant la Seconde Guerre mondiale.
Destiné à être employé par l'US Army Air Forces (USAAF), deux exemplaires en furent produits et testés en vol, mais les progrès accomplis par les missiles guidés le rendirent rapidement obsolète, et aucune production en série ne fut commandée.

## Conception et développement
Le développement du BQ-3 commença en octobre 1942, sous les directives d'un programme de développement de « torpilles aériennes », plus tard et plus communément désignées « drones d'assaut » (en anglais : « Assault Drones »), qui avait été initié en mars de la même année. La société Fairchild se vit attribuer un contrat pour la fabrication de deux prototypes XBQ-3, largement basés sur l'avion d'entraînement avancé AT-21 Gunner du même constructeur, déjà en service dans l'USAAF mais ne donnant pas du tout satisfaction dans son rôle initial.
Comme l'AT-21, le XBQ-3 était un avion bimoteur à aile basse doté d'un train d'atterrissage tricycle rétractable et d'un double empennage vertical. Bien que l'avion ait été prévu pour être télécommandé par radio avec l'aide d'un petite télévision, un cockpit à deux places était inclus dans l'avion pour les essais en vol et les convoyages. La puissance était fournie par deux moteurs V-12 à cylindres inversés Ranger V-770 développant 520 ch chacun.
Jusqu'à 4 000 livres (1 800 kg) d'explosifs pouvaient être emportés par l'avion, lorsqu'il était en configuration sans pilote.

## Essais en vol
Le premier vol du XBQ-3 se déroula en juillet 1944. Plus tard dans ce même mois, l'un des prototypes fut sévèrement endommagé au cours d'un atterrissage forcé. Les essais continuèrent cependant. Toutefois, il fut déterminé plus tard que le « drone d'assaut » ne possédait aucun avantage significatif par rapport aux bombardiers conventionnels, et les avancées effectuées dans le domaine des missiles guidés rendirent rapidement obsolète ce système.
Finalement, le programme fut annulé vers la fin de l'année 1944.

### Article
- (en) William Winter, « The Push-Button War Fable », Flying Magazine, vol. 41, no 4,‎ octobre 1947, p. 47–49, 71–72 (ISSN 0015-4806, présentation en ligne, lire en ligne).